# Bernard Kangro

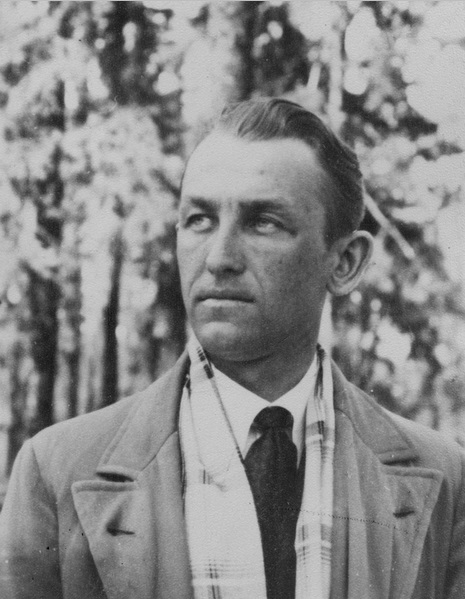
Bernard Kangro, 1937

Bernard Kangro (* 18. September 1910 im Dorf Oe, heute Gemeinde Antsla, Kreis Võru, Estland; † 25. März 1994 in Lund, Schweden) war ein estnischer Schriftsteller und Lyriker.

## Ausbildung
Bernard Kangro wurde als Sohn des Landwirts Andres Kangro und seiner Frau Minna geboren. Er wuchs in eher einfachen Verhältnissen auf. Bernard Kangro besucht zunächst von 1919 bis 1922 die Grundschule in Kiltre, danach die Schule in Antsla (1922 bis 1924) und schließlich von 1924 bis 1929 das Gymnasium in Valga. Von 1929 bis 1938 studierte er an der Universität Tartu estnische Sprache und Literaturwissenschaft.

## Schriftsteller
1935 debütierte Bernard Kangro mit der Gedichtssammlung Sonetid. Weitere Gedichtbände folgten. Ab 1938 war Kangro Mitglied der Künstlergruppe Arbujad (deutsch etwa: Schamanen), die sich um ein tieferes emotionales und seelisches Erleben der Sprache bemühten. Daneben war Kangro als Journalist tätig, unter anderem bei Eesti sõna (1942) und Puhkus ja elurõõm (1943). 1943/44 war er am Theater Vanemuine in Tartu als Dramaturg tätig. 1941 arbeitete er darüber hinaus als Assistent sowie 1942 bis 1944 als Dozent für Literaturwissenschaft an der Universität Tartu.
Vor der sowjetischen Besetzung Estlands musste er 1944 ins Exil nach Schweden fliehen. Dort wurde Bernard Kangro einer der herausragendsten estnischen Exilschriftsteller und Publizisten. Zunächst war er als Archivar in Karlstad beschäftigt, danach ab 1947 als wissenschaftlicher Mitarbeiter an der Universität Lund. Von 1950 bis zu seinem Tod war er Redakteur und Herausgeber der estnischsprachigen Kulturzeitschrift Tulimuld sowie ab 1951 Direktor des (exil-)estnischen Schriftstellerverlags Eesti Kirjanike Kooperatiiv AB.
Von Bernard Kangro liegen zahlreiche Romane und Gedichtbände vor. Zentrale Themen sind das Landleben in Südestland und die Stadt Tartu. In seiner Lyrik bedient er sich einer schöpferischen, oft symbolhaften Sprache. Die Stimmung wechselt meist zwischen Ironie, Freude aber auch Resignation. Der Gruppe Arbujad widmete er die literaturwissenschaftlichen Arbeiten Arbujad (1981) und Arbujate kaasaeg (1983).

## Werke

### Gedichtsammlungen
- „Sonetid“ (1935)
- „Vanad majad“ (1937)
- „Reheahi“ (1939)
- „Põlenud puu“ (1945)
- „Pühapäev“ (1946)
- „Seitsmes öö“ (1947)
- „Tulease“ (1949)
- „Veebruar“ (1951)
- „Eikellegi maa“ (1952)
- „Suvihari“ (1955)
- „September“ (1964)
- „Varjumaa“ (1966)
- „Allikad silla juures“ (1972)
- „Hingetuisk. Jääminek“ (1988)

### Anthologien
- „Ajatu mälestus“ (1960)
- „Minu nägu“ (1970)
- „Kogutud luuletused“ (1991)
- „Kojukutsuv hääl“ (2000)

### Romane
- „Igatsetud maa“ (1949)
- „Kuma taevarannal“ (1950)
- „Peipsi“ (1954)
- „Taeva võtmed“ (1956)
- „Sinine värav“ (1957)
- „Jäälätted“ (1957)
- „Emajõgi“ (1961)
- „Tartu“ (1962)
- „Kivisild“ (1963)
- „Must raamat“ (1965)
- „Keeristuli“ (1969)
- „Joonatan, kadunud veli“ (1971)
- „Öö astmes x“ (1973)
- „Puu saarel on alles“ (1973)
- „Kuus päeva“ (1980)
- „Seitsmes päev“ (1984)

### Essays und Erinnerungen
- „Arbujad“ (1981)
- „Kipitai“ (1992)
- „Härjanädalate aegu“ (1994)
- „Üks sündmusteta suvi“ (1998)

## Übersetzungen ins Deutsche
- Flucht und Bleibe. Gedichte in Auswahl. Deutsch von Hermann Stock. Lund: Eesti Kirjanike Kooperatiiv; Köln und Garmisch-Partenkirchen: Schweitzer in Komm. 1954. 96 S.

Größere Auswahlen finden sich in den folgenden Anthologien:
- Wir kehren heim. Estnische Lyrik und Prosa. Nachdichtungen von Martha v. Dehn-Grubbe. s. l.: Der Karlsruher Bote 1962, S. 4–18.
- Acht estnische Dichter. Ausgewählt und übertragen von Ants Oras. Stockholm: Vaba Eesti 1964, S. 189–200.
- Estnische Lyrik. Übertragen von Tatjana Ellinor Heine. Brackenheim: Verlag Georg Kohl GmbH + Co 1981, S. 60–64.